# Syngonium castroi
Syngonium castroi är en kallaväxtart som beskrevs av Michael Howard Grayum. Syngonium castroi ingår i släktet Syngonium och familjen kallaväxter. Inga underarter finns listade.